# Sankt Johann in Tirol
Sankt Johann in Tirol är en ort och kommun i förbundslandet Tyrolen i Österrike. Kommunen har 9 875 invånare (2024), på en yta av 59,16 km².